# Pontificia facoltà teologica di Sicilia "San Giovanni Evangelista"
La Pontificia facoltà teologica di Sicilia "San Giovanni evangelista" è una facoltà teologica che ha sede a Palermo in via Vittorio Emanuele, 463. I titoli accademici sono di diritto pontificio.

## Storia
La Congregazione per l'educazione cattolica della Santa Sede, l'8 dicembre 1980, istituì la "Facoltà teologica di Sicilia" con unica sede a Palermo e fissò l'inizio dell'attività didattica il 1º ottobre 1981.

## Struttura
Sono presenti due dipartimenti:
- Studi biblici
- Teologia delle religioni

L'insegnamento si articola nei tre cicli accademici previsti dalla costituzione apostolica Sapientia Christiana ed è attivo l'Istituto superiore di scienze religiose.

## Gran cancellieri
- Salvatore Pappalardo (1980-1996)
- Salvatore De Giorgi (1996-2006)
- Paolo Romeo (2006-2015)
- Corrado Lorefice (dal 2015)

## Affiliazioni
Lo Studio teologico "San Paolo", con sede a Catania, è un istituto affiliato alla Facoltà teologica di Sicilia con decreto della Congregazione per l'educazione cattolica n.648 / 85 / 22 del 14 settembre 1990.